# ドナルドの軍隊行進
『ドナルドの軍隊行進』（ドナルドのぐんたいこうしん、原題：Fall Out Fall In）は、ウォルト・ディズニー・プロダクション（現：ウォルト・ディズニー・カンパニー）が製作した1943年4月23日公開のアニメーション短編映画作品。ドナルドダック・シリーズの第46作である。

## あらすじ
軍隊に入隊し行軍に参加するドナルド。
初めのうちははりきって行進するが…。

## スタッフ
- 製作：ウォルト・ディズニー
- 監督：ジャック・キング

## キャスト
| キャラクター   | 原語版               | 旧吹き替え版 | 新吹き替え版 |
| -------------- | -------------------- | ------------ | ------------ |
| ドナルドダック | クラレンス・ナッシュ | 関時男       | 山寺宏一     |
| 上官           | ?                    | ?            | ?            |
| ナレーター     | -                    | 土井美加     | -            |

## 日本での公開

### 収録
- 『ドナルドダック・クロニクル Vol.2 限定保存版』（DVD、ブエナ・ビスタ・ホーム・エンターテイメント、新吹き替え版）